# Börge Ring
Börge Erland Ring, född 16 december 1946 i Stockholm, är en svensk trubadur, kompositör, läroboksförfattare, gymnasielärare och fd präst i Svenska kyrkan.

## Biografi
Ring arbetade i slutet av 1970-talet och början av 1980-talet som präst i några Stockholmsförorter samt som sjömanspräst i Atén. Han lämnade prästrollen för att under 1990-talet arbeta som lärare i religionskunskap och svenska vid Södra Latins gymnasium i Stockholm jämsides med att turnera som vissångare upp till hundra dagar om året. Sedan sekelskiftet har han övergått till författarskap och skrivit flera läroböcker i religionskunskap. 2015 tilldelades han priset "Lärkan " av Sveriges Läromedelsförfattares förbund med motiveringen: "Börge Ring är en inspirerande läromedelsförfattare som i sina läromedel i religionskunskap och svenska strävar efter att göra kunskapen, via texten, tillgänglig och uppgifterna intressanta och närliggande. Han försöker alltid hitta de infallsvinklar som kan väcka elevernas intresse och motivera dem att gå vidare för att fortsätta växa. Han brinner för alla elever, både de svaga, likväl som de duktiga. Börge Ring är en värdig mottagare av Lärkanpriset 2015 i kategori Gymnasium."
Han har sedan 1960-talet skrivit många sånger, ofta med kristet innehåll. En av de mest spridda är hans svenska översättning av Streets of London under titeln Gatorna på Söder. Han finns även representerad i Den svenska psalmboken 1986 med tonsättningen av psalm nr 38b För att du inte tog det gudomliga. Han har också medverkat med sånger i Psalmer för barn och ungdom.

## Böcker
- Religion och sånt (2000, fjärde uppl 2013)
- Religion och sammanhang (2001, fjärde uppl 2013)
- Religion och sammanhang - antologi (2003, med Anna Sjöstrand)
- SO-S – Religion (2004, med Ingrid Berlin, tredje uppl 2012)
- Religion – att tro och veta (2006)
- Religion och livet (2007)
- Upptäck religion (2008, med Daniel Sandin)
- SO-S - Maxi (2010, andra uppl 2014)
- Religion - helt enkelt  (2012)
- Religion - helt enkelt, lärarhandledning (2012)
- Religion och andra livsåskådningar (2015)

## Populära sånger (urval)
- För att du inte tog det gudomliga (melodi)
- Ingenting
- Vad vore livet utan dig?
- Allting har sin tid
- Framtiden tillhör oss
- Gatorna på söder (text)
- Morfar
- Så enkelt är det (text)

## Psalmer
- För att du inte tog det gudomliga, tonsatt 1975
- Tack, gode Gud, för allt som finns
- Franciskus solsång

## Diskografi
- Come and go with me (1970)
- Tankar och ord (1972)
- Med egna ord (1973)
- Dårarnas fest (1976)
- Allting har sin tid (1979)
- Halvvägs (1982)
- Upp och ner (1984)
- På sitt eget vis (1990)
- 1972 Börge Ring 1982 (1994)
- Strängmusik på gammalt vis (1996)
- Så enkelt är det (1998)
- Frykman på gammalt vis (1999)
- Nu - gammalt som nytt (2010)
- Börge Ring 1972-2010, samlings-cd (2015)

## Musikaler
- Sagan om förr (med Peggy Ring)
- Grinden
- Veckopengen
- Änglavakt

## Priser
- Lärkanpriset 2015, Läromedelsförfattarnas pris för en författargärning, i kategorin Gymnasium[3]